# Giovanni Beccaria
Giovanni Beccaria (Locarno, 1508 o 1511 – Chiavenna, 1580) è stato un presbitero e docente svizzero della Chiesa cattolica e riformatore a Locarno e in Mesolcina, diacono e catechista a Zurigo, nonché parroco riformato a Bondo in Val Bregaglia, Grigioni.

## Biografia
Giovanni Beccaria proveniva da una ricca famiglia di Milano che per motivi politici si era stabilita a Locarno e ne aveva ottenuto la cittadinanza. Parte della sua formazione sacerdotale si svolse a Roma, dove entrò in contatto con umanisti italiani interessati alla Riforma in corso nei paesi di lingua tedesca. Nel 1535 ritornò a Locarno, dove un anno dopo gli fu affidata la direzione della scuola del convento di San Francesco, ma non ottenne la carica di sacerdote che desiderava.
Verso il 1539 sviluppò un forte interesse per la Bibbia e per gli scritti della Riforma. Convintosi della giustezza della fede evangelica, prese a trasmetterla ai suoi studenti e altri interessati. Cinque giovani uomini della sua cerchia, Lodovico Ronco, Taddeo Duno, Martino Muralto, Giovanni Muralto e Aloisio Orelli, accettarono la nuova fede e si misero a diffonderla. Beccaria ricevette inoltre un sostegno materiale dal balivo glaronese Joachim Bäldi e assistenza sul piano teologico da parte dei riformatori zurighesi Konrad Pellikan e Heinrich Bullinger. Nel 1547 abolì la Santa Messa quotidiana. In tal modo rese pubblico ed esacerbò il conflitto con il clero cattolico.
Il 5 agosto 1549 Beccaria, Duno, Ronco, Martino e Giovanni Muralto parteciparono a una disputa religiosa pubblica presso il castello del balivo. Da parte cattolica furono coinvolti i fra Lorenzo, Andrea e Girolamo Camuzzi, Galeazzo Muralto e il landscriba di Lugano Hans Zumbrunnen. La disputa fu interrotta senza accordo. Ai protestanti fu infatti imposto di accettare o respingere le conclusioni redatte da fra Lorenzo, mentre Beccaria intendeva accettarli solo nella misura in cui concordavano con la Bibbia. Incarcerato, fu rilasciato poco tempo dopo, ma la situazione lo spinse ad abbandonare Locarno nel 1550.
Beccaria partì per la Mesolcina, poi attraversò i Grigioni per giungere a Glarona, dove visitò l'ex balivo Joachim Bäldi. In seguitò si trasferì a Zurigo, dove incontrò Pellikan e Bullinger. Informò poi i Cantoni riformati di Berna, Basilea e Sciaffusa delle pressioni esercitate sulla neonata comunità evangelica locarnese e ottenne una promessa di appoggio. Tornò poi in Mesolcina, prima a Roveredo e in seguito a Mesocco, dove poté esercitare le attività di insegnante, predicatore e riformatore. Alcuni evangelici di Locarno mandavano i figli alle sue lezioni. Qando nel 1555 la comunità riformata fu espulsa da Locarno, li accompagnò attraverso i Grigioni fino a Coira, dove incontrò il riformatore Philipp Gallicius, e poi a Zurigo, dove lavorò come catechista e diacono. Non accettò l'incarico di predicatore per la comunità italofona che gli era stato offerto dopo aver superato un esame, perché non si riteneva all'altezza del compito considerando la propria formazione sacerdotale insufficiente. L'incarico di parroco della comunità zurighese di lingua italiana della chiesa di San Pietro fu quindi assunto da Bernardino Ochino.
Nel 1559, Beccaria riprese la sua opera di predicazione in Mesolcina, da dove fu però bandito nel 1561 in seguito alla reazione degli ambienti cattolici nell'ambito della Controriforma. Ottenne allora rifugio a Chiavenna, allora parte del territorio svizzero dei Grigioni. Nel 1571 tentò invano il ritorno in Mesolcina e nel 1571 si trasferì a Bondo, nella vicina Bregaglia, dove esercitò l'attività di pastore riformato.